# 西島叶子
西島 叶子（にしじま かのこ、1995年1月3日 - ）は、熊本県出身の女子競輪選手。日本競輪選手会熊本支部所属、ホームバンクは熊本競輪場。日本競輪選手養成所第118期生。師匠は東矢昇太（98期）。父は元競輪選手の西島聡一（56期）、叔父は同じく競輪選手の西島貢司（64期）。

## 経歴
九州学院中学校・高等学校出身。中学時代はバレーボールに打ち込み、高校時代は空手部に所属し2011年全国高等学校空手道選手権大会団体組手5位となった。同じく競輪選手の⽠⽣崇智（109期）、曽我圭佑（113期）は中学・高校の同級生。
高校在学中に将来はスポーツに携わる仕事がしたいと考えていたためガールズケイリン選手を志望したものの、競輪選手であった父の反対に遭い日本競輪学校（当時。以下、競輪学校）の受験を認めてもらえなかったため、まずは大学に進学して自転車競技に打ち込んでから競輪学校を受験することになった。受験は地元の鹿屋体育大学に絞り、2浪の末合格。進学後に自転車競技を始め、2015年全日本大学対抗選手権自転車競技大会女子チームスプリント優勝、2016年全日本学生選手権女子スプリント優勝、2018全日本大学対抗選手権自転車競技大会スプリント優勝という実績を残した。
2019年1月17日、競輪学校第118回技能試験に合格。在校競走成績は3位（27勝）。卒業記念レースは2着。
2020年5月29日、小倉競輪場でデビューし3着。初勝利は同年8月8日の弥彦競輪場、初優勝は同年12月27日の松阪競輪場で挙げた。
2021年は2回優勝したこともあり、欠場者が出たことで繰り上がりでガールズグランプリトライアルレース（小倉競輪場）に初出場。